# Celio Malespini
Celio Malespini, auch Malaspina oder Malespina, (* 1531 in Venedig; † um 1609 möglicherweise in Verona) war ein italienischer Abenteurer, Dokumentenfälscher und Schriftsteller in der Renaissance.

## Herkunft
Malespinis Lebensdaten werden teilweise unterschiedlich angegeben und variieren zwischen 1531 in Verona oder Venedig und 1540 in Florenz. Er selbst gab an, gebürtiger Venezianer und ein Edelmann aus der Familie Malaspini zu sein.
Er wurde in den Staaten von San Marco geboren und war der Sohn eines Francesco Malaspina aus Mulazzo und einer Morsetta (geborene Imperiale). Sein Großvater Galeazzo Malespini hatte sich zu Beginn des 16. Jahrhunderts in Pavia niedergelassen. Sein Vater Francesco zog nach Venedig und dann über Mailand nach Genua, wo er Morsetta heiratete, mit der er sich in Verona in Venetien niederließ.

## Leben
Er erhielt nach eigener Erzählung, eine Ausbildung in Literatur und diente in seinen jüngeren Jahren als Soldat der spanischen Armee des Königs Philipp II. in den Niederlanden und Flandern. Malespini zog anschließend durch Italien, war um 1559 in Mailand. Er fälschte geschickt Dokumente, mit denen es ihm mehr als einmal gelang Fürsten und Herren von hohem Adel, Staatssekretäre oder Kaufleute zu täuschen. Nach einem Aufenthalt in Mantua kehrte er nach Mailand, wo er seine Frau zurückgelassen hatte. Malespini lebte in herrschaftlichem Luxus und verprasste seine erwirtschafteten Gewinne, so dass er bald mittellose war und erneut seine erworbene Geschicklichkeit nutzte, um sich durch Betrug den Reichtum zu verschaffen, den ihm das Glück verwehrte. So fälschte er die Wechsel eines wohlhabenden Kaufmanns und betrog diesen um etwa 800 Scudi. Mit gefälschten Dokumenten ergaunerte er von Kardinal Otto von Augsburg und anderen deutschen Würdenträgern rund. Schließlich fertigte er auch für einen neapolitanischen Exilanten Dokumente von politischer Bedeutung, die er mit einer gefälschten Unterschrift und dem kaiserlichen Siegel versah. Die falschen Siegel wurden von einem griechischen Handwerker namens Pompeo angefertigt, der sich zu jener Zeit in Mailand befand. Ehe er verhaftet werden konnte, verließ er Mailand und ging 1564 nach Salinas in Savoyen. Er bekam Papiere des spanischen Staatssekretärs Gonzalo Pérez in seinen Besitz, auf denen sich die Unterschrift und das Siegel des Kaisers befanden. Er erstelle kurzum eine Verordnung im Namen Seiner Majestät, die sich an den Generalkonsul in Besançon richtete und diesen anwies, einem Grafen von Pompei unverzüglich eine Summe von sechstausend Kronen auszuhändigen. Mit ebenso gefälschten Papieren wurde er als Graf von Pompei im September beim Konsul vorstellig und überreichte ihm die vermeintliche kaiserliche Verordnung und behauptete, er sei in einem streng geheimen Auftrags Seiner Majestät unterwegs, den er mit der Hilfe dieses Geldes ausführen solle, um schweren Schaden abzuwenden. Der Konsul erbat sich etwas Zeit und begab sich zum Kardinal Antoine Perrenot de Granvelle, der sich zu dieser Zeit in Baudencourt aufhielt. Dieser rief daraufhin den falschen Grafen zu sich und unterzog ihn einem Verhör, in dem er schließlich seine Schuld eingestand. Er wurde eine Zeit lang ins Gefängnis gesperrt und am Leben gelassen, um seine Fähigkeiten eventuell selbst nutzen zu können. Um 1570 war er wieder in Florenz aktiv und hielt sich zur Zeit der Pestepidemie 1576 in Venedig auf.
Im Jahr 1580 wurde er Sekretär des Herzogs von Toskana. Er betätigte sich im schriftstellerischen Bereich überwiegend als Sammler von Novellen und als Übersetzer. Da er noch 1609 seine Novellensammlung herausgab muss er zu dieser Zeit noch gelebt haben. Der letzte bekannte von ihm verfasste Brief stammt vom 29. Januar 1608, wo er sich in Mantua aufhielt. Die genauen Todesdaten, sowohl das Jahr, als auch der Ort sind unbekannt. Er soll aus seiner Ehe mindestens zwei Söhne, Francesco Antonio Malespini und Carlo Malespini, gehabt haben.

## Werke (Auswahl)
Übersetzungen
- Brunetto Latini: Tresor (ins Spanische).
- Antonio de Torquemada: Jardin de flores curiosas. (ins Italienische)
  - Giardino Di Flori Curiosi, in forma di dialogo. Venedig 1590 (aus dieser Version von Georg Friedrich Messerschmid unter den Titel Historischer Blumengarten ins Deutsche übertragen).

Novellensammlung
- Dvcento Novelle Del Signor Celio Malespini. Venedig 1609 (digitale-sammlungen.de – eine Sammlung von 202 Erzählungen, überwiegend auf Themen Giovanni Boccaccios und anderer Autoren beruhend. Ungefähr achtzig Erzählungen wurden von ihm selbst erfunden und spiegeln seine Lebensgeschichte wider).